# Doktor medicíny

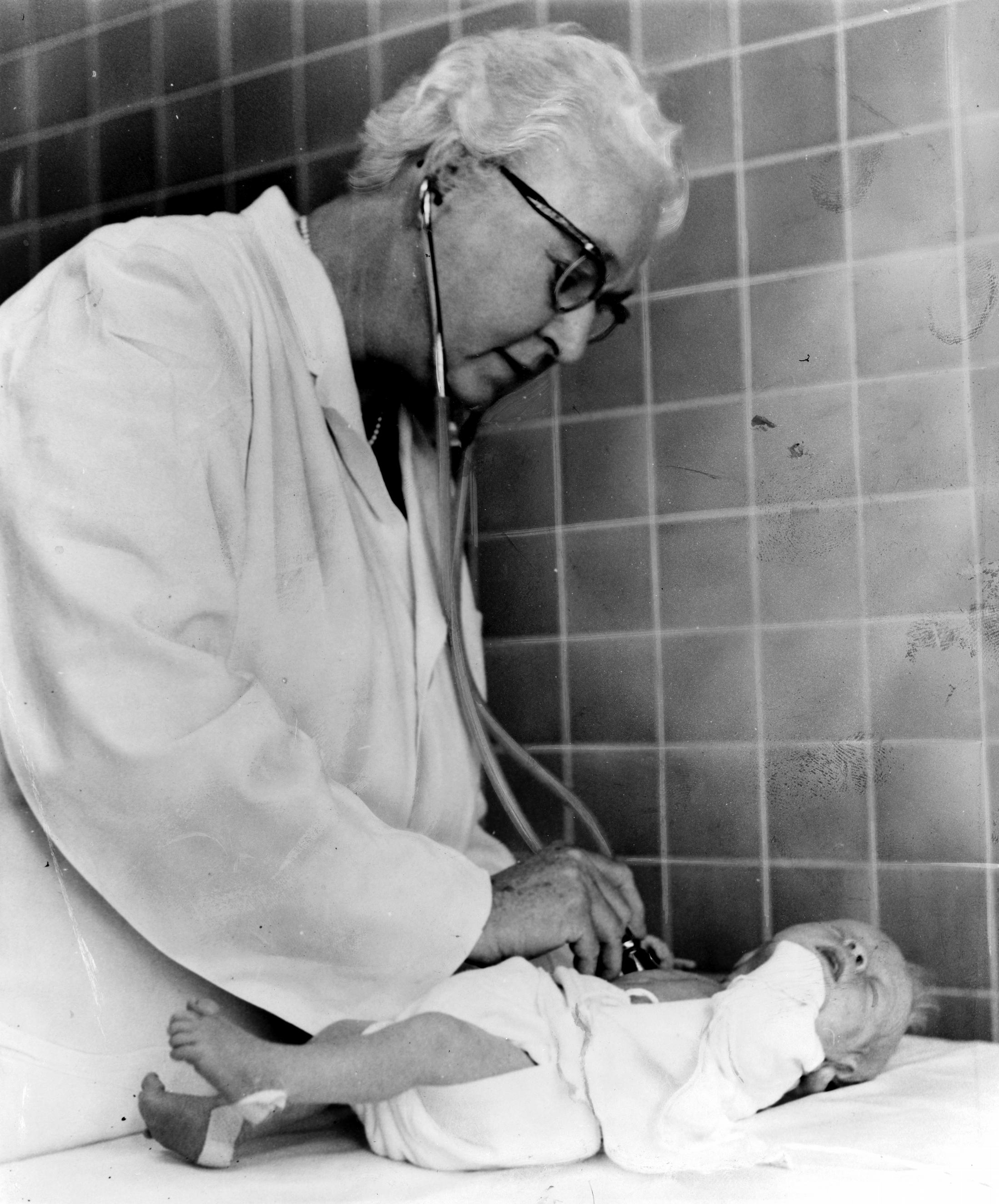
Lékařka – Virginia Apgarová

Doktor medicíny (původně lat. medicinae universae doctor, zkratka MUDr. psaná před jménem) je akademický titul udělovaný absolventům vysoké školy v magisterském studijním programu v oblasti všeobecného lékařství. V Česku je tento titul udělován po šestiletém studiu oboru všeobecné lékařství na lékařské fakultě a po ukončení studia příslušnou státní rigorózní zkouškou. V mnoha státech je získání ekvivalentního titulu nezbytnou podmínkou k umožnění vykonávání povolání lékaře. Jedná se o tzv. profesní doktorát, tedy o titul spjatý s výkonem určité profese, přičemž dosažený stupeň vzdělání dle ISCED je 7 (master's degree).
Podle českého zákona o vysokých školách je slovním vyjádřením titulu MUDr. „doktor medicíny“ (lat. medicinae doctor), jde o „obligatorní“ doktorát (blíže: malý doktorát, dříve se také užívalo „doktor veškerého lékařství“, resp. „doktor všeobecné medicíny“). V anglosaských zemích lékaři získávají titul ve zkratce M.D. (angl. Medical Doctor, lat. medicinæ doctor), přičemž se tento titul píše za jménem. V Německu lékaři používají titul Dr. med., který se píše před jménem a k jeho přiznání je nutné obhájit disertační práci.
Zpravidla se jedná o celistvé šestileté prezenční magisterské studium na univerzitě (tedy nikoliv rozdělené na bakalářský a na navazující magisterský studijní program) všeobecného lékařství a řádně se ukončuje příslušnou rigorózní zkouškou (součástí není povinně obhajoba rigorózní práce), přičemž se jedná o řádné zakončení studia, nikoli o dodatečnou zkoušku.
Udělování titulu „doktor medicíny“ se v Česku řídí zákonem č. 111/1998 Sb., o vysokých školách, ve znění pozdějších předpisů. Rovněž úspěšný absolvent medicíny, MUDr., má případně možnost i dále studovat v doktorském studijním programu (zpravidla další 3–4 roky studia, dříve „postgraduální studium“) a získat titul „doktor“ (Ph.D., 8 v ISCED, doctor's degree), tedy tzv. velký doktorát, ten je primárně zaměřen na samostatnou vědeckou činnost (resp. akademickou činnost). Rovněž může lékař, „doktor medicíny“, získávat příslušné atestace v oboru, který vykonává (např. chirurgie), což v zásadě nejprve znamená 2–3 roky nástavby až do tzv. kmene (obdoba dřívější 1. atestace) a následně 2–4 další roky do příslušné oborové atestace, která ukončuje specializační vzdělání lékaře. Teprve po jejím úspěšném složení může lékař vykonávat povolání v daném oboru bez odborného dohledu či dozoru lékaře s plnou kvalifikací zcela samostatně, s možností provozovat vlastní soukromou praxi.

## Historie
Prof. MUDr. Karel Rokytanský, německy Carl Freiherr von Rokitansky (baron), který žil v letech 1804–1878, byl rakouský lékař, patolog, filosof a liberální politik českého původu, který inicioval užívání titulu MUDr. v Rakousko-Uhersku.[zdroj?]

### Do roku 1953
Titul doktora medicíny byl v historii udělován doktorům vnitřního lékařství. Od roku 1786 se vedle něj začalo užívat několik dalších doktorátů, jako například „doktor chirurgie“ nebo „magistr chirurgie“. 
Titul MUDr. (Medicinae universae doctor) byl v Předlitavsku zaveden zákonem v roce 1872, prakticky v roce 1873. První promoce, na kterých absolventi získali titul MUDr., proběhly na vídeňské univerzitě 9. dubna 1873. V této podobě se titul zachoval do roku 1953.

### Po roce 1953
Po převzetí moci komunisty byl následně roku 1950 přijat Nejedlého zákon o vysokých školách, který od roku 1953 zrušil tituly a stavovská označení pro nové absolventy a těm tak byly nově udíleny pouze profesní označení (např. promovaný právník a mnohá další). Lékaři tak mezi lety 1954–1966 získávali pouze profesní označení „promovaný lékař“. Poté jim byl ale zpětně přiznán titul „doktor medicíny“. Ten byl pak udělován až do roku 1990.

### Po roce 1990
Po revoluci byl novým vysokoškolským zákonem z roku 1990 titul změněn na „doktor všeobecné medicíny“. Boloňský proces následně sjednotil evropské vysokoškolské vzdělávání. Nový vysokoškolský zákon, který byl přijat, se pak od roku 1998 opět vrátil k titulu „doktor medicíny“. Dle ECTS je tak k řádnému absolvování studia nutné za jeho dobu získat 360 kreditů.
Titul MUDr. před revolucí získávali i zubní lékaři – stomatologové (ti v předcházejícím období ještě získávali titul MSDr.), přičemž byl později v rámci harmonizace studia v evropských zemích i v Česku oddělen zvlášť titul pro stomatology, ti tak začali od roku 2004 získávat v pětiletém magisterském studijním programu zubní lékařství titul „zubní lékař“ (MDDr.) – roku 2008 byl pak vysokoškolský zákon novelizován a tento titul byl následně změněn na „doktor zubního lékařství“ (MDDr.).
Doktorský studijní program (do roku 1998 „postgraduální studium“, doctor's degree) je pak dnes spjat s titulem „doktor“ v mezinárodně standardní zkratce Ph.D. (za jménem), která označuje vědce (ekvivalent dřívějšího „kandidát věd“, CSc.).

## MUC.

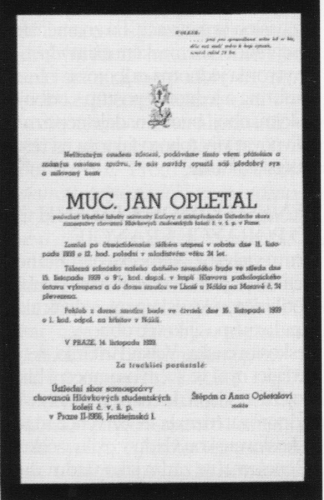
Úmrtní oznámení MUC. Jana Opletala

Studenti lékařských fakult dříve[kdy?] používali akademické označení MUC. (medicinae universae candidatus – kandidát všeobecného lékařství), dnes se užívá například pro odlišení v nemocničních dokumentacích, pokud se do nich v rámci přípravy na budoucí povolání zapisují studenti lékařství. Pro současnost některé zdroje uvádějí, že tento titul má student právo používat již po proběhlé imatrikulaci, po splnění určitých zkoušek, po šesti semestrech či až po složení první části státní závěrečné zkoušky. Vychází to z tradice z období první československé republiky, protože dřívější studium na lékařské fakultě probíhalo formou postupných státních zkoušek a volitelných zkoušek rigorózních (přísných zkoušek doktorských), pokud chtěl student později získat titul MUDr. Ty byly celkem tři za celou dobu studia a neoficiální titul MUC. bylo možno začít používat po úspěšném složení první z nich.

## Lékařské tituly ve světě

### USA
V USA se používá titul M.D. (profesní doktorát) psaný za jménem, který je přiznán po vystudování lékařské fakulty. Z hlediska legislativy USA ekvivalentním titulem je titul DO, doktor osteopatické medicíny, který vychází z pseudovědecké osteopatie.

### Velká Británie, Irsko a některé další země
Z historických důvodů se používá škála titulů vycházejících z označení bakalář medicíny a/nebo bakalář chirurgie, hlavní rozdíl je spíše v udílející univerzitě. Používané zkratky jsou: MBBS, MB, MB BCh BAO, BMBS, MBBChir a MBChB. Titul M.D. je zde, ovšem ne univerzálně, ekvivalentem doktorského titulu ve smyslu ekvivalentu k PhD.

### Německo
Absolvent medicíny nezískává žádný akademický titul. Titul Dr. med. lze získat až po obhájení disertační práce založené na vlastním výzkumu.

### Polsko
Absolvent medicíny získá titul lek. med., doktorským titulem ekvivalentním k PhD. je dr  n. med.